# 利特凯
利特凯，是匈牙利诺格拉德州所辖的一个村。总面积18.16平方公里，总人口843，人口密度46.4人/平方公里（2011年1月1日）。